# São Lourenço do Sul
São Lourenço do Sul egy község (município) Brazíliában, Rio Grande do Sul államban, a Lagoa dos Patos nyugati partján. Német telepesek hozták létre, és ma is jellemző rá a német bevándorlók kultúrája. 2020-ban népességét 43 540 főre becsülték.

## Története
A község története a 18. század végére vezethető vissza, mikor a spanyolokkal vívott háborúkban kitűnt katonák királyi földadományként (sesmaria) földeket kaptak a Lagoa dos Patos partján. A kialakuló farmok mellett kápolnák épültek: 1807-ben Fazenda do Boqueirãonál felépült a Nossa Senhora da Conceição (Miasszonyunk) kápolna, 1815-ben Fazenda de São Lourençonál pedig a São Lourenço (Szent Lőrinc) kápolna. A Farroupilha-felkelés alatt a környéken a felkelők több csatát vívtak a császári hadsereggel, Giuseppe Garibaldi pedig hajóépítő műhelyt létesített a São Lourenço patakon, hogy a császári flottával is megütközhessenek.
1850-ben település létrehozásáról döntöttek, 1858-ban pedig német telepesek érkeztek. Az egykori hajóépítő műhely idővel nagy kereskedelmi kikötővé vált, mely hozzájárult az egész gyarmat fejlődéséhez. A hely 1884-ig Pelotas kerülete volt, ekkor kivált belőle és községgé alakult. Az új község kezdetben a São João da Reserva nevet viselte, mivel székhelye az azonos nevű faluban volt, de 1890-ben a székhelyet áttették São Lourenço-ba, így a község is ezt a nevet vette fel. 1944-ben átnevezték São Lourenço do Sul-ra, mivel az országban több más São Lourenço nevű község is létezett.

## Leírása
Székhelye São Lourenço do Sul, további kerületei Boqueirão, Taquaral, Harmonia, Prado Novo, Boa Vista, Esperança, Faxinal.
A községre jellemző a német, pomerániai, afrikai és portugál kultúra és konyhaművészet keveredése. Domborzata változatos: megtalálható a vízpart, síkság, hegyvidék. Kedvelt turisztikai célpont, számos lehetőség van strandolásra, és több tematikus turistaút is átszeli (Caminho Pomerano, Caminho Farroupilha). Területén helyezkedik el az 1975-ben létesített Camaquã Nemzeti Park egy része (a fennmaradó rész a szomszédos Camaquã községben van). Ezt a Camaquã folyó deltájának védelmére hozták létre és nagyrészt atlanti-parti esőerdő borítja.